# Idioma juhuri
El juhuri, juwuri o judeotati (çuhuri / жугьури / ז'אוּהאוּראִ) es un dialecto del tati hablado por los judíos de la montaña del sector oriental de la cordillera del Cáucaso, originalmente de Azerbaiyán y de la república rusa de Daguestán, aunque ahora es hablado principalmente en Israel.
Esta lengua está relacionada directamente con el idioma persa; los tats musulmanes de Azerbaiyán hablan un dialecto muy parecido, aunque con mayor influencia del persa y del árabe. Las palabras Juhuri y Juhuro significan "judío" y "judíos", respectivamente. Como todas las lenguas judías, el juhuri tiene elementos semíticos (hebreo/arameo/árabe) en todos sus niveles; incluso, el juhuri tiene el sonido gutural hebreo "ayin" (ע), del cual carece la lengua tati hablada por los musulmanes.
El juhuri está considerado un idioma amenazado, clasificado como "en peligro" por el Atlas interactivo Unesco de las lenguas en peligro en el mundo.

## Distribución
Esta lengua es hablado por unas 106 000 personas:
- Israel: 70 000
- Azerbaiyán: 24 000
- Rusia: 7000
- Estados Unidos: 5000